# Tolo TV
Tolo TV (en persa: طلوع‎ - "Amanecer") es una estación de televisión comercial que opera en Afganistán. Lanzada en noviembre de 2004 por el grupo MOBY, se ha convertido en una de las primeras emisoras comerciales del país y ha sentado las bases de un medio de comunicación accesible, ofreciendo una gran colección de programas. Actualmente es la cadena de televisión más popular de Afganistán.
Tolo TV se lanzó en primer lugar en Kabul pero en noviembre de 2007, ya retransmitía en 14 ciudades afganas en free-to-air y a toda la región por satélite. Sus canales hermanos son: TOLOnews y Lemar TV.
TOLO TV fue el tema de una película-documental del año 2012 llamada The Network, producida por Eva Orner. La película cosechó reconocimiento internacional en el Festival de Cine de Heartland de 2013, en el que consiguió el premio a mejor documental.

## Programas
El drama de referencia en Afganistán, Raaz Hai Een Khana ("Los secretos de esta casa") consiguió el Premio Especial en los Seoul International Drama Awards en octubre de 2008. Reproducido en Tolo y producido por Kaboora Productions. Raaz Hai Een Khana es el primer drama jamás escrito, representado, filmado, producido y retransmitido en su totalidad por afganos, para afganos en Afganistán. Fue seleccionado para un premio especial entre 152 proyectos procedentes de 33 países de todo el mundo.
Tolo TV retransmite Afghan Star y The Voice of Afghanistan, realities televisivos, y los programas más vistos de la televisión afgana.
En 2010 Tolo TV comenzó a emitir Eagle Four, un drama policial comparado a menudo con la serie estadounidense 24, y parcialmente financiado por el gobierno de los EE. UU..
Otros programas que gozan de popularidad son Chai Ba Azizyar, Maheman-e-Yar, Feker Wa Talash, Zang Khatar, Dahlezha, 6.30 Report, Emroz Emshab, Hai Maidan Tai Maidan', y una comedia dramática llamada Hechland. Tolo TV también ofrece series en hindi dobladas al Dari, tales como Kahaani Ghar Ghar Kii, Kasautii Zindagi Kay, Kyunki Saas Bhi Kabhi Bahu Thi, y Virasaat (Sahara One). En la actualidad televisan Phulwa.

## Cambio de marca en 2011
En marzo de 2011, Tolo TV cambió la imagen de su marca, con un nuevo aspecto, un nuevo logotipo, así como cambios de escasa importancia en el diseño. El nuevo logotipo encaja con el diseño/estilo del logotipo de TOLOnews.

## Disponibilidad
Los afganos residentes en Europa se han quejado de la imposibilidad de sintonizar TOLO TV a través de su satélite. En Europa, TOLO TV está disponible en Eutelsat Sesat 2 / Express AM22 53°E, pero en Europa occidental y del norte, la fuerza de la señal es o bien muy débil o bien no hay señal. Solo los residentes en Europa del este pueden recibir Sesat 2 / Express AM22. Puesto que la mayor parte de los afganos que viven en Europa lo hacen en el norte y en el oeste, TOLO TV está intentando estar disponible en Hotbird - un satélite accesible para muchos afganos en Europa y a través del cual ven otros canales afganos. Los afganos en América del Norte tampoco sintonizan Tolo a través del satélite Galaxy 25. El programa de noticias diarias, tanto en dari como en pastún, está disponible en el canal de YouTube de TOLOTV.